# Isop (Blourde)
Der Isop ist ein kleiner Fluss in Frankreich, der in der Region Nouvelle-Aquitaine verläuft. Er entspringt beim Weiler La Rissenderie, im westlichen Gemeindegebiet von Saint-Bonnet-de-Bellac, entwässert generell Richtung Nordwest und mündet nach rund 18 Kilometern im Gemeindegebiet von Mouterre-sur-Blourde als rechter Nebenfluss in die Blourde. Auf seinem Weg durchquert der Isop die Départements Haute-Vienne und Vienne.

## Orte am Fluss
(Reihenfolge in Fließrichtung)
- La Rissenderie, Gemeinde Saint-Bonnet-de-Bellac
- Villemessant, Gemeinde Saint-Martial-sur-Isop
- Saint-Martial-sur-Isop
- Les Planchettes, Gemeinde Saint-Martial-sur-Isop
- La Grande Bourgesse, Gemeinde Mouterre-sur-Blourde
- La Tribosière, Gemeinde Mouterre-sur-Blourde

## Sehenswürdigkeiten
Das Naturschutzgebiet "Rochers de l’Isop" liegt am Fuße der Dörfer Saint-Barbant und Saint-Martial-sur-Isop. Die interessanteste Formation ist die so genannte "Chez Favard", die durch eine Vielzahl von kunterbunt gewürfelten Felsen ein beeindruckendes Spektakel bildet, durch die der Fluss Isop friedlich dahinfließt.